# AFM Records
AFM Records ist ein Independent-Label mit Sitz in Hamburg, das auf Hardrock und Heavy Metal spezialisiert ist. Seit 2010 ist es Teil der Soulfood Music Distribution GmbH.

## Unternehmensgeschichte
Das Unternehmen wurde am 15. April 1993 im hessischen Schwalmstadt von Andreas „Henner“ Allendörfer gegründet. Allendörfer war Sänger der Power-Metal-Band Squealer, die zu dieser Zeit ohne Plattenvertrag auf der Suche nach einem Musiklabel war. Zwar gab es Interessenten, aber Allendörfer entschloss sich, das Debütalbum Make Your Day auf seinem eigenen Plattenlabel zu veröffentlichen. Neben Allendörfer war Axel Fischer, Gitarrist von Squealer, maßgeblich an der Gründung des Labels beteiligt, weshalb die Abkürzung „AFM“ für „Allendörfer Fischer Musik“ steht.
Die ersten Geschäftsräume befanden sich im Elternhaus Allendörfers, 1995 wurde der erste feste Mitarbeiter eingestellt. Wenig später nahm AFM Records die Power-Metal-Band Edguy unter Vertrag und veröffentlichte 1998 deren zweites Album, welches die bis dahin kommerziell erfolgreichste Veröffentlichung des Labels war. Es folgten Verträge u. a. mit Tankard und U.D.O. 2004 hatte AFM Records sieben Mitarbeiter, rund 20 Bands unter Vertrag und veröffentlichte etwa 10 Alben pro Jahr. Nachdem der Firmengründer im Januar 2005 bei einem Verkehrsunfall ums Leben gekommen war, wurde das Unternehmen neu strukturiert und der Sitz nach Hamburg verlegt. Seit Mitte 2005 ist Candlelight Records der Lizenzpartner für die USA und Lateinamerika. Die AFM Records GmbH hatte Anfang 2009 rund 60 Bands unter Vertrag. Im Jahr 2010 wurden AFM Records und Soulfood verschmolzen, Rechtsträger ist seitdem die Soulfood Music Distribution GmbH. Für den Vertrieb in Griechenland und Zypern besteht eine exklusive Vertriebsvereinbarung mit Infinity Entertainment.

## Veröffentlichte Alben (Highlights)
Folgende Alben wurden in den letzten Jahren von AFM Records veröffentlicht (Highlights):
- Avantasia – The Metal Opera (2000)
- Masterplan – Aeronautics (2005)
- Doro – Warrior Soul (2006)
- U.D.O. – Mastercutor (2007)
- Eisbrecher – Eiszeit (2010)
- Fear Factory – The Industrialist (2011)

## Künstler
Folgende Künstler haben bereits bei AFM Records veröffentlicht:
- 21Octayne
- A Life Divided
- All For Metal
- Asenblut
- At Vance
- Beautiful Sin
- Black Messiah
- Bloodbound
- Brainstorm
- Buried In Black
- Byfrost
- Chris Caffery
- Crystal Viper
- D-A-D
- Danzig
- Dark Age
- Dragonland
- Dynazty
- Eden’s Curse
- Ektomorf
- Elvenking
- Emil Bulls
- Epysode
- Evergrey
- Fear Factory
- Gama Bomb
- Gothminister
- Headhunter
- Heavenly
- Helker
- Helstar
- Hibria
- Human Fortress
- Ill Niño
- Iron Mask
- Iron Savior
- Jon Oliva’s Pain
- J.B.O.
- Kissin’ Dynamite
- Korzus
- Kotipelto
- Lake of Tears
- Leaves’ Eyes
- Letzte Instanz
- Lillian Axe
- Lordi
- Lyriel
- Magica
- Manimal
- Masterplan
- Metalite
- Ministry
- Mister Misery
- Mors Principium Est
- Morton
- Nightmare
- nulldB
- Ohrenfeindt
- Oliva
- Onslaught
- Orden Ogan
- Oz
- Paradox
- Rhapsody of Fire
- Rob Rock
- Ross the Boss
- Shakra
- Schattenmann
- Silent Force
- Sinbreed
- Sinner
- Soil
- Solution .45
- Squealer
- Stahlmann
- Suidakra
- Symphorce
- Tanzwut
- The Last Vegas
- The Murder of My Sweet
- The New Black
- Triosphere
- Truth Corroded
- U.D.O.
- Vanishing Point
- Voodoo Circle
- Vore
- We Butter the Bread with Butter
- Winterstorm[4]
- Wolfpakk
- Words of Farewell